# Panus Assembly
Panus Assembly ist ein thailändischer Rüstungskonzern und Nutzfahrzeughersteller mit Sitz in Chon Buri.

## Produkte
Panus stellt neben Containerwaggons auch zivile LKW, Anhänger, Baufahrzeuge, Fahrzeuge zur Flugzeugabfertigung und Flugzeugschlepper sowie militärische Fahrzeuge wie 4×4- und 6×6-LKW, minengeschützte Transporter und Schützenpanzer her. Zudem produziert das Unternehmen Feldküchen für die Thailändischen Streitkräfte.

### Auswahl
- 8×8-Schützenpanzer R600
- 4×4-Schützenpanzer HMV-420 „Mosquito“
- Minengeschützter Transporter Phantom 380X-1